# Catwoman (film)
Catwoman je australsko-americký akční fantasy film z roku 2004 režiséra Pitofa, který volně vychází z motivů komiksů o Catwoman, vydávaných vydavatelstvím DC Comics. V USA byl snímek do kin uveden 23. července 2004. Jeho rozpočet činil 100 milionů dolarů, přičemž celosvětově utržil 82,1 milionů dolarů. Film Catwoman získal Zlaté maliny za nejhorší snímek, za nejhorší scénář, za nejhorší režii a za nejhorší herečku (Halle Berry).

## Příběh
Patience Phillipsová pracuje jako výtvarnice a grafická designérka v kosmetické společnosti Hedare Beauty. Náhodou však vyslechne konverzaci o novém pleťovém krému, který má být zanedlouho uveden na trh a který má nebezpečné vedlejší účinky. Snaží se před ochrankou utéct, nakonec ale zemře. Zanedlouho je záhadně oživena egyptskou mau, která jí předá také kočičí smysly, reflexy a schopnosti. Jako Kočičí žena se v převleku pokusí bojovat proti Hedare Beauty a zastavit zahájení prodeje krému.

## Obsazení
- Halle Berry jako Patience Phillipsová / Kočičí žena (v originále Catwoman)
- Benjamin Bratt jako detektiv Tom Lone
- Lambert Wilson jako George Hedare
- Frances Conroy jako Ophelia Powersová
- Alex Borstein jako Sally
- Sharon Stone jako Laurel Hedareová
- Kim Smith jako Drina
- Michael Massee jako Armando
- Byron Mann jako Wesley